# Dolina Białki
Dolina Białki ( slovensky Bielovodská dolina německy Bialkatal maďarsky Bialka völgy je druhé největší z tatranských údolí na slovensko–polských hranicích. Zabírá plochu přibližně 63,5 km² z níž na polské straně je 38,2 km² a na slovenské 25,3 km²

## Poznámka k názvu

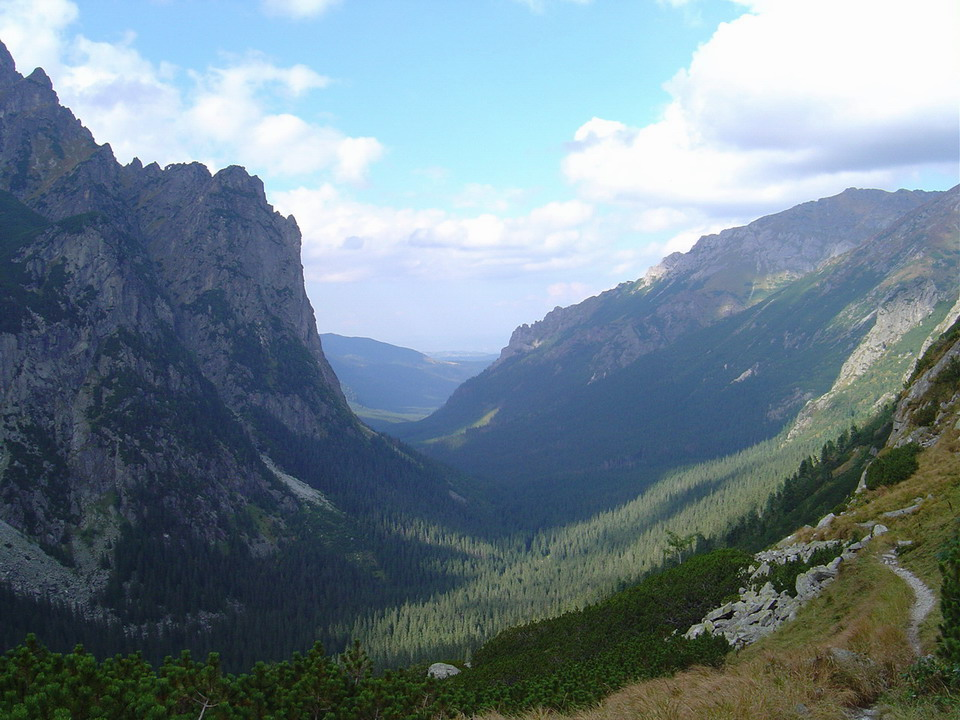
Bielovodská dolina

Polská toponomastika Dolinu Białki označuje jako Bielovodskou dolinu. Starý lidový název Bielovodské doliny byl Podúplazská dolina. Bielovodskou dolinu si nelze zaměňovat s Dolinou Bílé vody alias Dolinou Bielej vody kežmarskej (adjektivum zpřesňuje její polohu v někdejším kežmarském katastru) ve východní části Vysokých Tater. Jiná situace je v polské toponomastike, kde právě Bielovodská údolí patří označení Dolina Białej Wody a slovenská Dolina Bílé vody kežmarské je v polském názvosloví Dolina Kieżmarska. Polská toponomastika Dolinu Białej Wody situuje jako pravé oddělení do její horní části a dodává, že je nejvyšším patrem Kačací doliny. V slovenské toponomastike celý dolinný systém je zahrnut do jediné doliny s názvem Bielovodská Dolina). Stejně i polské názvy potoků protékajících dolinou Biała Woda Białczańska a Białka se na Slovensku volají Biela voda . Pokud si to upřesníme Bílou vodou se stává centrální vodní tok Bielovodské doliny. Po soutoku s Rybím potokem volají ji i Poláci Biała Wodou. Po soutoku jí říkají Białka. 

## Popis údolí
Údolí vytvářel ledovec který byl, s největší pravděpodobností, největší ze všech, které formovaly tatranské doliny. měřil 14 km, jeho plocha byla více než 60 km² a výška 300 m.
Hlavní osa údolí probíhá ze severu na jih a měří přibližně 12 km od Lysé Poľany po severozápadní stěny Zadního Gerlachu. Poláci začátek Doliny Białki obvykle definují na úrovni výšky (1075 m n. m.) na soutoku Białej Wody a Rybího potoka, kde pokračuje Białka. Na tomto místě se od Doliny Białej Wody odpojuje Dolina Rybiego Potoka. Níže směrem na západ se odpojují: Dolina Roztoki spolu s jejím horním patrem, Dolina Pięciu Stawów Polskich a Dolina Waksmundzka.
Její součástí jsou na slovenské straně údolí: Žabí Bielovodská dolina, Ťažká dolina s odnoží Spádovej dolinky, Kačacia dolina s Gerlachovským spádem a Litovorovou dolinou, Svišťová dolina a Rovienky. Další tři vedlejší údolí na východě spadají do masivu Široké – Litvorový žlab, Spismichalova dolina a Rozpadliny. Západní a zároveň státní ohraničení Bielovodské doliny tvoří říčka Biela voda, pak pravé ohraničení Žabí Bielovodské doliny, hřeben Sedmi granátov přes vrcholy Malý Žabí štít po Velký Žabí štít.
Státní hranice i uzávěr údolí pokračuje na vrchol Rysů. Zde státní hranice končí a uzávěr údolí pokračuje po hlavním hřebeni Vysokých Tater přes Těžký štít, Vysokou až po vrchol Ganku a jihovýchodním směrem pokračuje přes Rumanov štít, Zlobivú po Popradský Ledový štít. Odtud východním směrem se táhne přes masiv Batizovského štítu až po Zadní Gerlachovský štít.
Úsek od Ťažkého štítu po Zadní Gerlachovský štít je jižní uzávěr údolí. Ohraničení údolí pokračuje hlavním hřebenem, který se stáčí na sever a přes Litvorové věže ústí ve Velickém štítě. Zde se hlavní hřeben na krátkém úseku táhne východním směrem na Východnú Vysokú a pak severně na vrchol Svišťového štítu a severovýchodním směrem na Malý Javorový štít. Jihovýchodní uzávěr Bielovodské doliny se zde končí. Západní uzávěr pak tvoří dlouhý hřeben Javorových věží přes Žabie vrchy, Štít nad Zelenou dolinkou až na Širokú a pokračuje vedlejším hřebenem Široké přes Zámky, Horvátov vrch, Zadnú kopu po Holicu . 
Severním směrem od Lysé Poľany dolina rozděluje Podhale a Spiš podél Białki až do jejího ústí do Dunajce.
V údolí na polaně Stara Roztoka je Chata PTTK v Dolině Roztoki .

## Turistika
- červená z Toporowej Cyrhli přes Psiu Trawku, Rówień Waksmundzku a na Morske oko .
  - Čas túry z rowni Waksmundzkej k Wodogrzmoty Mickiewicze : 1:15 h, zpět 1:35 h
  - Čas túry od Vodopádů Mickiewicze na Mořské oko: 1:30 h, 1:15 h ↓
- zelená – od chaty na polaně Stara Roztoka do Doliny Roztoki a dále do Doliny Pięciu Stawów Polskich.
  - Čas túry od chaty k vodopádu Mickiewicze: 15min., Zpět 10 min.
  - Čas túry od vodopádů do Doliny Pięciu Stawów: 2:05 h, ↓ 1: 30 h
- modrá – z pálenice Białczańskiej na Rusinowu pole a na nevelkou Poľanu Zazadnia.
  - Čas túry z palenicy na Rusinowie pole : 40 min., Zpět 30 min.

 modrá – v slovenské části z Lysé Poľany Bielovodskou dolinou na Prielom : 5:25 h, ↓ 4: 15 h.